# Каго, Синтаро
Синтаро Каго (яп. 駕籠 真太郎 Каго Синтаро:, род. 1969 г. Токио) — современный японский мангака.

## Жизнь и творчество
Каго работает преимущественно в жанре эрогуро. Наиболее частыми темами его историй являются пытки, копрофилия, различные телесные уродства и изображение психически больных людей.
Первый его профессиональный комикс появился в 1988 году в журнале Comic Box. В последующие годы много издавался в порнографических манга-журналах. В 1999 году выходит в свет сатирическая манга Kagayake! Daitōakyōeiken в издательстве Ota Shuppan. В ней события разворачиваются во время Второй мировой войны, в которой, по этой версии Каго, Япония побеждает при помощи гигантских танков, изготовленных в виде школьниц. За ней последовали многочисленные новые книги этого автора. Начиная с 2001 года Каго работает с известным манга-журналом Young Jump, создав для него несколько научно-фантастических манга, таких, как Chōtennō Paratakushisu, Hannya Haramita и Okaruto byōtō 24-ji. Для журнала Manga Erotics F он в 2002—2003 годах делает серию Kijin Gahō, в которой речь идёт о людях-садистах, одержимых страстью к собирательству.
В 2006 и в 2007 годах прошли выставки работ Каго в токийской галерее Vanilla Sky. В февральском номере 2008 года рисунок художника украшал титульный лист журнала Vice. Истории, сочинённые С.Каго, издаются также за пределами Японии (так, например его Rubik’s Cube вышел в июне 2009 года в немецкой антологии Orang).

## Избранные работы
- Kagayake! Daitōakyōeiken (輝け!大東亜共栄圏), 1999
- Kigeki ekimae gyakusatsu (喜劇駅前虐殺), 1999
- Paranoia Street (パラノイアストリート), 2000—2002
- Banji Kaichō (万事快調), 2000
- Aiko, jūroku-sai (アイコ十六歳), 2000
- Roku shiki tensō Atarakushia (六識転想アタラクシア), 2001
- Chōtennō Paratakushisu (超伝脳パラタクシス), 2002
- Dai sōgi (大葬儀), 2002
- Kijin Gahō (奇人画報), 2002—2003
- Yaya sōshi (殺殺草紙), 2004
- Tobidasu mōsō (飛び出す妄想), 2005
- Hannya Haramita (ハンニャハラミタ), 2005
- Shinpan Banji Kaichō (新版・万事快調), 2006
- Yume no omocha kōjō (夢のおもちゃ工場), 2006
- Okaruto byōtō 24-ji (オカルト病棟24時), seit 2007